# Steensel
Steensel est un village dans la commune d'Eersel, dans la province du Brabant-Septentrional aux Pays-Bas.
Steensel fut une commune indépendante jusqu'en 1810, année de sa fusion avec Duizel. Depuis 1922, année de la suppression de la commune de Duizel en Steensel, Steensel fait partie de la commune d'Eersel.